# Киселёв, Алексей Сергеевич
Алексей Сергеевич Киселёв (1 мая 1992, Истра, Московская область) — российский футболист, выступающий на позиции полузащитника, игрок тульского «Арсенала».

## Биография
Воспитанник футбольной школы московского ЦСКА. В 2009—2010 годах выступал за дубль армейцев, сыграл 54 матча и забил три гола в молодёжном первенстве. С 2011 года выступал за клубы второго дивизиона России — «Истра», «Подолье» и «Якутия».
В начале 2016 года перешёл в армянскую «Мику». Дебютный матч в чемпионате Армении сыграл 3 марта 2016 года против «Арарата», первый гол в высшей лиге забил 23 апреля 2016 года, также в ворота «Арарата». Всего сыграл 8 матчей и забил 1 гол в чемпионате страны, а также 3 матча (1 гол) — в Кубке Армении. Вместе с командой стал финалистом Кубка, причём забил победный гол в полуфинальном матче против «Гандзасара».
После возвращения в Россию присоединился к тульскому «Арсеналу», но выступал только за второй состав команды.